# Hydrogénosulfate
L'ion hydrogénosulfate HSO4− est un ampholyte, c'est-à-dire une espèce chimique amphotère : il est à la fois base conjuguée d'un diacide, l'acide sulfurique H2SO4, et acide conjugué d'une dibase, l'ion sulfate SO42−.

## Demi-équations Acide/Base
On observe les transformations suivantes :
- H2SO4 → HSO4− + H+
- HSO4−  {\displaystyle \rightleftharpoons }  SO42− + H+